# حاجی قره‌قاش‌لی
حاجی قره‌قاش‌لی (به لاتین: Haçı Qaraqaşlı) یک منطقه مسکونی در جمهوری آذربایجان است که در شهرستان شابران واقع شده است. این روستا ۳۱۵ نفر جمعیت دارد.